# Harry Knowles (attore)
Harry Knowles (1878 – Kansas City, 29 febbraio 1936) è stato un attore statunitense del cinema muto.
Nella sua carriera, che durò dal 1912 al 1915, lavorò quasi sempre per case di produzione indipendenti, recitando accanto ad attori come Maude Fealy, King Baggot, Helen Gardner, Conway Tearle, Muriel Ostriche.

## Filmografia
- An Artistic Elopement (1912)
- The Clutches of the Loan Shark (1912)
- The Schemers, regia di Otis Turner (1912)
- Cleopatra, regia di Charles L. Gaskill (1912)
- La Belle Russe, regia di William J. Hanley (1914)
- Northern Lights, regia di Edgar Lewis (1914)
- Shore Acres, regia di John H. Pratt (1914)
- When It Strikes Home, regia di Perry N. Vekroff (1915)
- Bondwomen, regia di Edwin August (1915)